# Joanna Podoba
Joanna Podoba Mirek (Myślenice, 12 febbraio 1977) è una pallavolista polacca.
Gioca nel ruolo di schiacciatrice nel Klub Piłki Siatkowej Chemik Police.

## Carriera
La carriera di Joanna Podoba, anche nota come Joanna Mirek, inizia a livello giovanile nel Klub Sportowy Dalin Myślenice, squadra della sua città natale. Fa il suo esordio da professionista con il Wisła Kraków, col quale gioca dal 1993 al 1997; nel medesimo periodo debutta anche nella nazionale polacca, venendo convocata per la prima volta nel 1996. Gioca poi per una stagione col MKS Andrychów, squadra con la quale giunge fino alla finale scudetto. Dopo due stagioni allo Stal Mielec, col quale disputa due finali di Coppa di Polonia ed un'altra finale scudetto, passa al Pilskie Towarzystwo Piłki Siatkowej di Piła, vincendo due volte di finale il campionato polacco ed aggiudicandosi una coppa nazionale.
Nella stagione 2002-03 viene ingaggiata per la prima volta all'estero, firmando per la Romanelli Volley di Firenze; la stagione si rivela però molto deludente: nonostante gli ottimi risultati, a causa di una crisi economica il club viene estromesso dalla Serie A1, cancellandone tutti i risultati e lasciando le atlete libere di accasarsi altrove. Ritorna così al Pilskie Towarzystwo Piłki Siatkowej, vincendo un'altra Coppa di Polonia. Dal 2004 al 2006 veste la maglia del Międzyszkolny Klub Sportowy Muszynianka, vincendo il terzo scudetto della propria carriera. Dopo una stagione nella Superliga russa con la maglia del Volejbol'nyj Klub Tulica, torna a giocare nel Międzyszkolny Klub Sportowy Muszynianka, vincendo altre due scudetti ed una Supercoppa polacca. Anche con la nazionale attraversa un periodo di successi, vincendo due edizioni consecutive del campionato europeo nel 2003 (dove però è vittima di un grave infortunio, procurandosi la rottura del legamento crociato del ginocchio) e 2005, prima di ritirarsi dalla nazionale nel 2007.
Nelle stagioni 2010-11 e 2011-12 gioca per il Budowlani Łódź Sportowa; nel 2012 va a giocare nella serie cadetta polacca, la I Liga, per vestire la maglia del Klub Piłki Siatkowej Chemik Police, squadra dove riceve anche i gradi di capitano e con la quale ottiene la promozione in Liga Siatkówki Kobiet. Nella stagione successiva vince la Coppa di Polonia e lo scudetto

## Palmarès

### Club
- Campionato polacco: 6

2000-01, 2001-02, 2005-06, 2007-08, 2008-09, 2013-14
- Coppa di Polonia: 3

2001-02, 2002-03, 2013-14
- Supercoppa polacca: 1

2009